# Веслі Мораес
Веслі Мораес (порт. Wesley Moraes Ferreira da Silva, нар. 26 листопада 1996, Жуїз-ді-Фора) — бразильський футболіст, нападник клубу «Астон Вілла». На умовах оренди виступає за «Інтернасьйонал».
Виступав, зокрема, за клуб «Брюгге».
Дворазовий чемпіон Бельгії. Дворазовий володар Суперкубка Бельгії.

## Ігрова кар'єра
Народився 26 листопада 1996 року в місті Жуїз-ді-Фора. Починав футбольну кар'єру в клубі «Ітабуна» з однойменного міста, втім до першої команди не пробився. У липні 2014 року нападник перебував на перегляді у французькому «Нансі», втім контракт не підписав.
Влітку 2015 року бразилець перейшов в словацький «Тренчин», у складі якого дебютував 14 липня в матчі Ліги чемпіонів проти румунського «Стяуа». Через три дні Веслі зіграв свою першу гру в чемпіонаті Словаччини, вийшовши на заміну в матчі з «Земпліном». 22 липня він забив перші голи за «Тренчин», відзначившись дублем у матчі-відповіді Ліги чемпіонів зі «Стяуа». Зустріч завершилася перемогою його команди з рахунком 3:2, однак через поразку в першій грі в наступний раунд вийшла румунська команда. За п'ять місяців Веслі забив у чемпіонаті 6 голів у 18 матчах, а також відзначився 3 голами в Кубку Словаччини.
29 січня 2016 року Веслі перейшов в бельгійський «Брюгге», підписавши з клубом контракт на 3,5 роки. Відіграв за команду з Брюгге наступні три сезони своєї ігрової кар'єри. Більшість часу, проведеного у складі «Брюгге», був основним гравцем атакувальної ланки команди.
До складу клубу «Астон Вілла» приєднався 2019 року. 

## Статистика виступів

### Статистика клубних виступів
| Сезон              | Команда            | Чемпіонат          | Чемпіонат | Чемпіонат | Національний кубок | Національний кубок | Національний кубок | Континентальні кубки | Континентальні кубки | Континентальні кубки | Інші змагання | Інші змагання | Інші змагання | Усього | Усього |
| Сезон              | Команда            | Ліга               | Ігор      | Голів     | Ліга               | Ігор               | Голів              | Ліга                 | Ігор                 | Голів                | Ліга          | Ігор          | Голів         | Ігор   | Голів  |
| ------------------ | ------------------ | ------------------ | --------- | --------- | ------------------ | ------------------ | ------------------ | -------------------- | -------------------- | -------------------- | ------------- | ------------- | ------------- | ------ | ------ |
| 2015–16            | «Тренчин»          | СЛ                 | 18        | 6         | КС                 | 2                  | 0                  | ЛЧ                   | 2                    | 2                    | -             | -             | -             | 22     | 8      |
| 2015–16            | «Брюгге»           | Л1                 | 3+3       | 1+1       | КБ                 | 0                  | 0                  | ЛЧ+ЛЄ                | -                    | -                    | СБ            | -             | -             | 6      | 2      |
| 2016–17            | «Брюгге»           | Л1                 | 17+8      | 1+5       | КБ                 | 1                  | 0                  | ЛЧ                   | 5                    | 0                    | СБ            | 1             | 0             | 32     | 6      |
| 2017–18            | «Брюгге»           | Л1                 | 28+10     | 7+4       | КБ                 | 5                  | 2                  | ЛЧ+ЛЄ                | 0+1                  | 0                    | -             | -             | -             | 44     | 13     |
| Усього за «Брюгге» | Усього за «Брюгге» | Усього за «Брюгге» | 69        | 19        |                    | 4                  | 2                  |                      | 6                    | 0                    |               | 1             | 0             | 80     | 21     |
| Усього за кар'єру  | Усього за кар'єру  | Усього за кар'єру  | 87        | 25        |                    | 6                  | 2                  |                      | 8                    | 2                    |               | 1             | 0             | 102    | 29     |

## Титули і досягнення
- Чемпіон Бельгії (2):

«Брюгге»: 2015–16, 2017–18
- Володар Суперкубка Бельгії (2):

«Брюгге»: 2016, 2018